# Menneus affinis
Menneus affinis is een spinnensoort in de taxonomische indeling van de Deinopidae.
Het dier behoort tot het geslacht Menneus. De wetenschappelijke naam van de soort werd voor het eerst geldig gepubliceerd in 1910 door Tullgren.